# Cimitero monumentale di Lecco
Il cimitero monumentale di Lecco a Lecco è il principale sul territorio comunale. Si trova all'incrocio fra via Giuseppe Parini e viale Filippo Turati, vicino al torrente Gerenzone.

## Storia
Su progetto dell'ingegner Enrico Gattinoni, il cimitero venne inaugurato nel 1882 e fu impostato con un'ampia area suddivisa con i viali lungo assi ortogonali conclusi, su tre lati, da un porticato interno in stile neogotico.
Vennero destinati quattro campi alle sepolture comuni e sui lati perimetrali vennero previste le sepolture private temporanee e perpetue mentre nella parte meridionale, a ferro di cavallo, furono sistemate le cappelle per sepolcri di famiglia. 
Il porticato d'ingresso racchiude 22 cappelle private tra loro comunicanti attraverso un deambulatorio e al centro del lato minore sorge la cappella ottagonale con cupola a padiglione utilizzata per le funzioni.
Nel 1901 Cesare Mazzocchi (figlio di Luigi, che aveva progettato il cimitero maggiore di Milano) fece incorporare il preesistente cimitero nel nuovo camposanto e vennero realizzati l'atrio d'ingresso, la facciata, l'ufficio del custode e la camera mortuaria. Il nuovo complesso fu realizzato in stile liberty monumentale e dal gusto "archeologizzante", molto in voga a quell'epoca, in contrapposizione stilistica rispetto alla fase precedente.

## Descrizione
Tra le sue mura, gli arredi tombali conservano patrimoni storici, artistici e religiosi realizzati da noti artisti quali: Giulio Branca, Francesco Confalonieri, Ernesto Bazzaro, Giannino Castiglioni, Pablo Atchugarry, Giuseppe Milani e molti altri.
Fu definito museo a cielo aperto nel 2009 dall'Association of Significant Cemeteries in Europe che lo inclusee nella Cemeteries Routes of Europe assieme al cimitero di Laorca.

## Sepolture celebri
- Antonio Ghislanzoni, librettista dell'Aida di Giuseppe Verdi
- Antonio Stoppani, geologo e naturalista lecchese autore del poema Bel Paese
- Fratelli Torri-Tarelli, volontari garibaldini che parteciparono alla spedizione dei Mille